# Hydriomena renunciata
Hydriomena renunciata là một loài bướm đêm trong họ Geometridae.